# L’Art
L’Art – polski producent gier komputerowych, programów multimedialnych oraz studio zajmujące się lokalizacją gier z siedzibą w Warszawie. Przedsiębiorstwo istniało w latach 1996–2006.

## Historia
Firmę L’Art założył w 1996 roku Kamil Mętrak, redaktor czasopisma o grach komputerowych „Secret Service”. Z początku studio zajmowało się lokalizowaniem gier komputerowych na rynek polski, współpracując m.in. z firmami Electronic Arts, Blizzard Entertainment, Eidos Interactive czy MicroProse. Oprócz tego firma zajmowała się tworzeniem multimedialnych wydawnictw i prezentacji.
W 2002 roku firma rozpoczęła samodzielną produkcję gier komputerowych. Ich pierwszą produkcją była gra Skoki narciarskie 2003, będąca kontynuacją wydawanej przez Axel Springer Polska serii Skoki narciarskie (wcześniejsze pozycje z tej serii były zlokalizowanymi grami niemieckimi). Gra odniosła sukces komercyjny, sprzedając się w 200 tys. egzemplarzy. L’Art stworzyła także kolejne dwie części serii, Skoki narciarskie 2004 (2003) oraz Skoki narciarskie 2005 (2004).
Następną produkcją L’Art była wydana w 2005 roku animowana przygodówka Chłopaki nie płaczą, oparta na filmie Olafa Lubaszenki o tym samym tytule. Głównymi bohaterami gry byli znani z filmu gangsterzy Fred i Grucha, którym głosu użyczyli grający ich w filmie aktorzy – Cezary Pazura i Mirosław Zbrojewicz.
Kolejną planowaną produkcją firmy była gra Dogs of War (później Peacebreakers), w której gracz miał kierować działaniami najemników w różnych częściach świata. Pracownicy firmy m.in. spędzili kilka tygodni w Afryce i na Bałkanach, aby realistycznie odwzorować w grze ówczesną sytuację geopolityczną. Początkowo wydawcą gry miała być firma JoWooD Productions, później zaś Playlogic Entertainment. Ostatecznie gra nie została ukończona, a L’Art, która zainwestowała w produkcję wszystkie oszczędności, zmuszona była zakończyć działalność z powodu problemów finansowych. Według jednego z pracowników firmy, Macieja Ogińskiego, główną przyczyną upadku firmy było niewypłacanie przez wydawców należnych pieniędzy za wielomiesięczną pracę.
Ostatnie wiadomości nt. studia pojawiły się w 2006 r, zaś na stronie głównej producenta została zamieszczona informacja o jej tymczasowym zamknięciu do 17 listopada 2006 r. (po tym okresie strona przestała być aktywna)

## Zlokalizowane tytuły
- Brothers in Arms: Road to Hill 30
- Hopkins FBI
- Gorky Zero: Fabryka niewolników
- System Shock
- Ace Ventura
- Czarodziejskie Opowieści: Imo i Król; oraz Mały Samuraj
- Close Combat: First to Fight
- Playboy: The Mansion
- Empire Earth (wraz z dodatkiem Sztuka podboju)
- SAGA: Rage of the Vikings
- Settlers III (wraz z rozszerzeniem Misja Amazonek)
- Na kłopoty Pantera i Hokus Pokus, Różowa Pantera
- Diablo II
- Majesty: The Fantasy Kingdom
- Larry 5: Fala miłości
- Larry 6: Z impetem w głąb!
- Larry 7: Miłość na fali
- 3D Ultra Pinball
- Larry Collection
- Arcanum: Przypowieść o maszynach i magyi
- Feeble Files
- Homeworld
- King’s Quest V: Absence Makes the Heart Go Yonder!
- The Bizarre Adventures of Woodruff and the Schnibble
- Myst III: Exile
- trzy części Myth (wraz z dodatkami)
- Nocturne
- Torin’s Passage
- Throne of Darkness
- Wyścigi Wykrętów
- Skoki narciarskie 2002: Polskie złoto
- Caesar II
- Septerra Core
- Sno-Cross Championship Racing
- Heroes of Might and Magic II: The Succession Wars
- Heroes of Might and Magic III: The Restoration of Erathia[7][8][9]

## Wyprodukowane tytuły
| Tytuł                                | Rok  | Wydawca                                            | Platforma         | Uwagi |
| ------------------------------------ | ---- | -------------------------------------------------- | ----------------- | --- |
| Skoki narciarskie 2003: Polski orzeł | 2002 | Axel Springer Polska                               | Microsoft Windows | Tytuł sprzedawany w serii Skoki narciarskie (poprzednie gry z serii były autorstwa VCC Entertainment. Do 2004 r. sprzedała się w nakładzie ponad 200 tys. egzemplarzy. |
| Skoki narciarskie 2004               | 2003 | Axel Springer Polska; Koch Media; K.E.Media; 1C    | Microsoft Windows | Za granicą gra była znana jako Eurosport Skispringen Saison 2003/2004 (w krajach niemieckojęzycznych); Ski Jumping 2004 (kraje skandynawskie; Rosja)                   |
| Skoki narciarskie 2005               | 2004 | Ubisoft; K.E.Media; Axel Springer Polska; Seven M. | Microsoft Windows | Wydane za granicą jako Ski Jumping 2005 (m.in. kraje skandynawskie, niemieckojęzyczne; Czechy, Słowacja, Węgry, kraje byłej Jugosławii)                                |
| Chłopaki nie płaczą                  | 2005 | Axel Springer Polska                               | Microsoft Windows | |

## Anulowane projekty
- Dogs (później Peacebreakers) (Microsoft Windows; PlayStation 2) – pierwotnie RTS, później FPS oparty na silniku RenderWare; wydawcą miało być JoWooD Productions; sama gra miała być epizodyczna[11]
- Modern Armour Combat Simulator (Microsoft Windows; PlayStation 2)
- Alfa Romeo Cup (Microsoft Windows; PlayStation 2)[2][12]